# 欧特里沃 (热尔省)
欧特里沃（法語：Auterive，亦作，法語發音：[otʁiv]）是法国热尔省的一个市镇，属于欧什区。

## 地理
欧特里沃（43°34'58"N, 0°36'51"E）面积10.79 平方千米，位于法国奧克西塔尼大區热尔省，该省份为法国西南部内陆省份，北起顺时针与洛特-加龙省、塔恩-加龙省、上加龙省、上比利牛斯省、大西洋比利牛斯省和朗德省接壤。
与欧特里沃接壤的市镇（或旧市镇、城区）包括：佩桑、布卡涅尔、欧利、拉瑟布普罗普尔、帕维。
欧特里沃的时区为UTC+01:00、UTC+02:00（夏令时）。

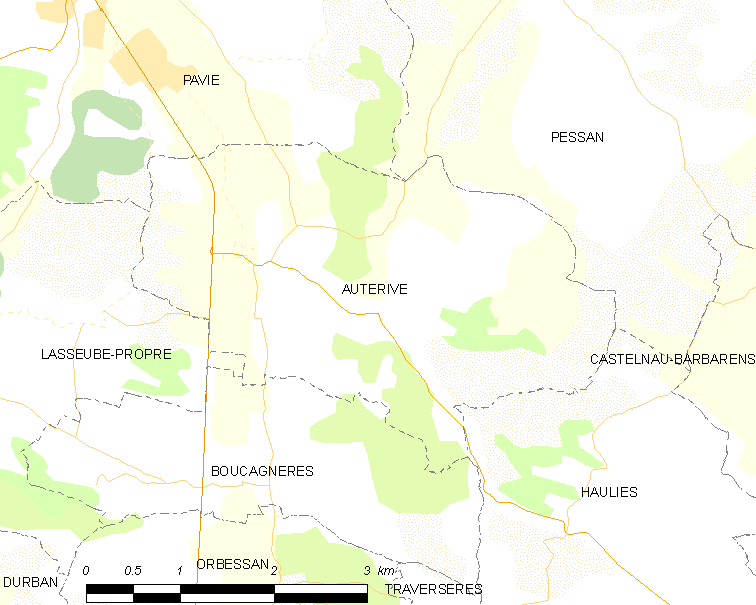
欧特里沃的OSM定位图

## 行政
欧特里沃的邮政编码为32550，INSEE市镇编码为32019。

## 政治
欧特里沃所属的省级选区为欧什第三县。

## 人口

1962-2008年间欧特里沃人口变化图示

欧特里沃于2022年1月1日时的人口数量为530人。